# Хардин (окръг, Тексас)
Окръг Хардин (на английски: Hardin County) е окръг в щата Тексас, Съединени американски щати. Площта му е 2323 km², а населението - 48 073 души (2000). Административен център е град Кунц.